# Alma Richards
Alma Wilford Richards (Parowan, Utah, 20 de febrer de 1890 - Long Beach, Califòrnia, 3 de maig de 1963) va ser un saltador d'alçada estatunidenc, que guanyà la medalla d'or als Jocs Olímpics d'Estocolm del 1912 amb un salt a 1,93 m, davant l'alemany Hans Liesche que assolí 1,91 m, i l'aleshores detentor del rècord mundial, l'estatunidenc George Horine amb 1,89 m.